# Tarzan e il grande fiume
Tarzan e il grande fiume (Tarzan and the Great River) è un film del 1967 diretto da Robert Day.
Il film vede protagonista l'attore ed ex giocatore di football americano Mike Henry nei panni di Tarzan.